# Поляна (железнодорожная станция, Поворинский район)
Поля́на — железнодорожная станция в Поворинском районе Воронежской области.
Входит в состав Рождественского сельского поселения.

## Население
| 2010 |
| ---- |
| 36   |